# Luciano Nieto
Federico Luciano Nieto (Tapiales, 19 gennaio 1991) è un calciatore argentino, centrocampista del Temperley.